# Książę koronny

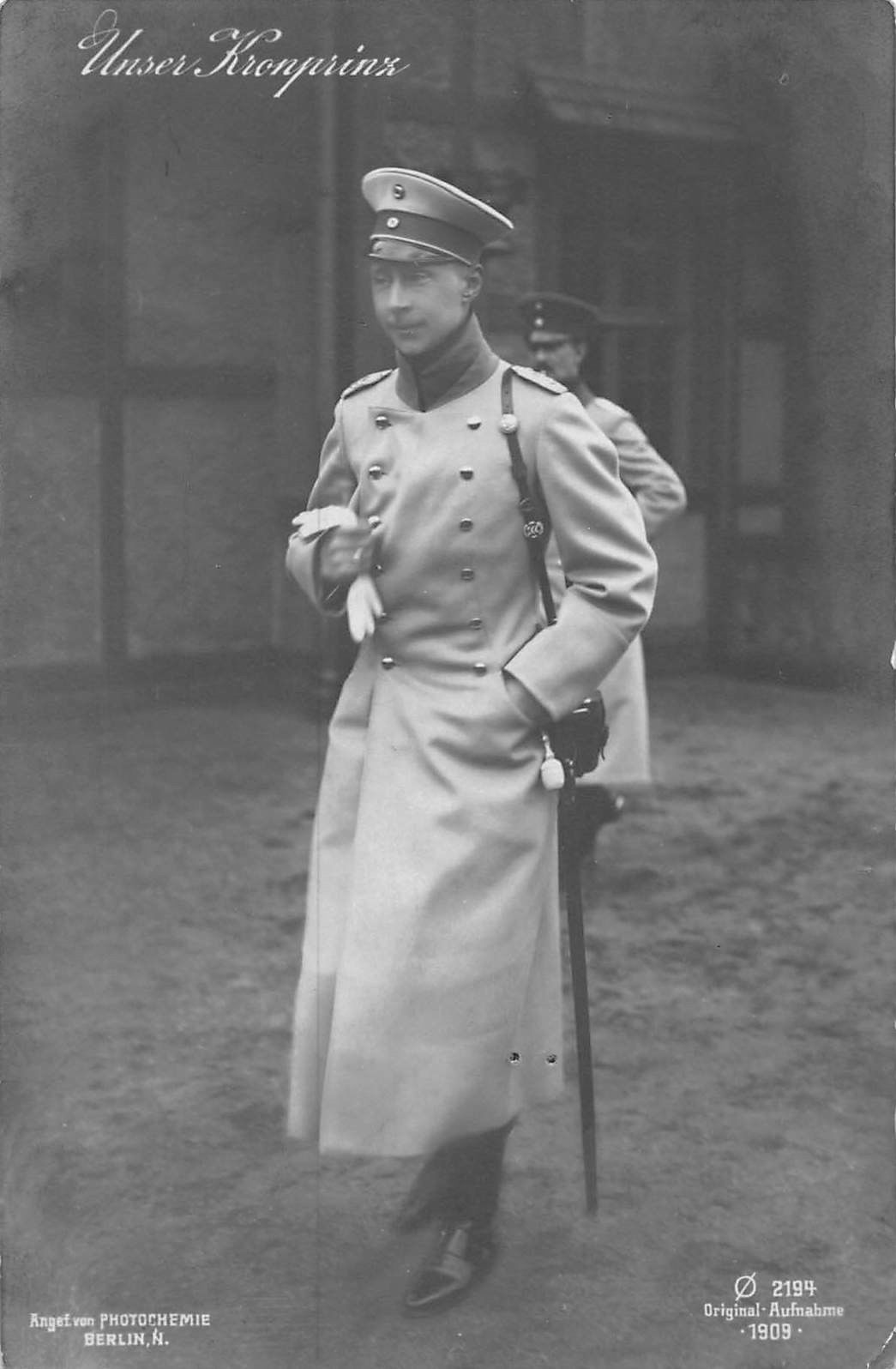
Kronprinz (Wilhelm Hohenzollern)

Książę koronny, także książę korony (rzadsze odpowiedniki to książę tronu, książę dziedzic) (niem. Kronprinz, w państwach skandynawskich Kronprins) – tytuł arystokratyczny nadawany następcom tronu monarszego w niektórych państwach, wskazujący na ich szczególną pozycję wśród członków rodziny monarszej i arystokracji. W Polsce następcy tronu nosili podobnie jak pozostałe dzieci monarchy tytuł królewicza. Nieformalnie księciem koronnym tytułuje się też następców tronu w innych państwach.

## Opis
Termin ten jest obecnie oficjalnym tytułem następcy tronu w krajach skandynawskich oraz oficjalnym zachodnim odpowiednikiem niektórych monarchii w Azji i na Bliskim Wschodzie.
Tytuł noszony może być co do zasady jedynie przez najstarsze dziecko (syna lub córkę) monarchy. Nie przysługuje on następcy tronu, jeśli jest on w inny sposób spokrewniony z panującym monarchą. Nie może być dwóch książąt koronnych w odniesieniu do jednej monarchii w tym samym czasie. Tytuł księcia koronnego może automatycznie przynależeć następcy tronu z chwilą, gdy stał się pierwszą osobą w sukcesji tronu. W niektórych monarchiach nadawany jest jednak przez monarchę na mocy osobnej decyzji. Przykładem takiej monarchii jest Tajlandia, gdzie Maha Vajiralongkorn był następcą tronu od momentu narodzenia tj. 28 lipca 1952. Tytuł księcia koronnego otrzymał jednak dopiero 28 grudnia 1972 roku.

## Państwa niemieckie
Tytuł księcia koronnego charakterystyczny był zwłaszcza dla krajów języka niemieckiego. Niemiecki Kronprinz występował w cesarstwach oraz królestwach od XIX wieku. W księstwach jego odpowiednikiem był tytuł dziedzicznego księcia (Erbprinz).

## Dawne monarchie
Historyczne monarchie, w których następca tronu nosił tytuł księcia koronnego oraz ostatnia osoba nosząca tytuł:
- Królestwo Prus (i od 1871 Cesarstwo Niemieckie) (do 1918) – Kronprinz Wilhelm Hohenzollern (1882–1951)
  - Królestwo Bawarii (do 1918) – Kronprinz Ruppert Maria Wittelsbach (1869–1955)
  - Królestwo Saksonii (do 1918) – Kronprinz Fryderyk August Jerzy Saski (1893–1943)
  - Królestwo Wirtembergii (do 1918) – Kronprinz Wilhelm Wirtemberski (1848–1921), od 1891 król
- Cesarstwo Austriackie (do 1918) – Kronprinz Otto von Habsburg (1912–2011)
- Królestwo Serbii (i od 1918 Królestwo Jugosławii) (do 1945) – Aleksander Karadziordziewić (ur. 1945)
- Królestwo Albanii (do 1939[2]) – Leka Zogu (1939-2011)
- Królestwo Czarnogóry (do 1918) – Daniel Petrowić-Niegosz (1871–1939)
- Królestwo Islandii (do 1944) – Krónprins Fryderyk (1899–1972), od 1947 król Danii
- Królestwo Grecji (do 1973) – diadochos (διάδοχος)[3] Paweł (ur. 1967)

## Współczesne monarchie
Współczesne monarchie, w których oficjalny tytuł następca tronu tłumaczony jest jako książę koronny (obecni następcy tronu w tych państwach zobacz: obecni następcy tronu):
- Królestwo Danii (Kronprins)[4],
- Królestwo Norwegii (Kronprins)[5][6],
- Królestwo Szwecji (Kronprins)[7],
- Królestwo Arabii Saudyjskiej[8],
- Królestwo Tajlandii[9][10],
- Emirat Kuwejtu,
- Sułtanat Brunei,
- Japonia (Państwo Japońskie)[11][12][13].